# Полёвка-экономка
Полёвка-экономка (лат. Microtus oeconomus) — вид грызунов рода серых полёвок (Microtus).

## Внешний вид

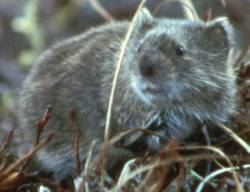
Один из младших синонимов Microtus ratticeps или, по-русски, крысоголовая полёвка

Длина тела 10—16 см, вес до 50—70 грамм. Хвост составляет около половины длины всего тела.
Окраска спины — ржаво- или темно-коричневая, с примесью жёлтого цвета. Окраска боков светлее, часто с рыжеватым оттенком. Живот и лапы серые.
Окраска шерсти в летний период темнее, чем в зимний. У взрослых особей также окраска светлее, чем у молодых.
Хвост отличается двухцветностью — его верхняя сторона темнее нижней.
Жевательная поверхность первого нижнего коренного зуба с 6 замкнутыми эмалевыми петлями, на его наружной стороне — с 3 выступающими углами. Жевательная поверхность среднего верхнего коренного зуба имеет 4—5 эмалевых петель. Первый коренной зуб на наружной стороне с 4 выступами.

## Ареал и местообитания
Распространена в заболоченных местностях на всей территории от лесотундр до лесостепей, кроме юга европейской части России, Кавказа и части бассейна Амура. Также обитает в Северной Америке на Аляске.
Поселяется на сырых лугах, полянах, травяных болотах, также часто встречается в редколесьях около водоёмов, в поймах рек. Реже встречаются в лесах.

## Подвиды
- Microtus oeconomus amakensis
- Microtus oeconomus arenicola
- Microtus oeconomus elymocetes
- Microtus oeconomus finmarchicus
- Microtus oeconomus innuitus
- Microtus oeconomus medius
- Microtus oeconomus mehelyi
- Microtus oeconomus oeconomus
- Microtus oeconomus popofensis
- Microtus oeconomus punakensis
- Microtus oeconomus sitkensis
- Microtus oeconomus unalascensis

## Биология
Активны круглосуточно, но чаще всего пик активность приходится на тёмное время суток.
Живут семейными группами из 2-3 выводков одной пары зверьков, которые заселяют близко расположенные норы. Индивидуальный участок обитания самки составляет 300—1000 квадратных метров, самца — 900—1500. Преимущественно участки самок изолированы друг от друга, самцов перекрываются и заходят на участки самок.
Норы соединены с местами кормежек сетью тропинок, около которых бывают норки-убежища. Во время кормежки зверьки не уходят дальше 20 метров от ближайшей норы. Зимой устраивают ходы под снегом.
Растительноядный вид. Питается преимущественно зелеными сочными и нежными частями различных трав, ягодами, семенами и насекомыми. Зимние запасы создает из клубеньков и корневищ, семян различных луговых, болотных растений.

## Размножение
За год бывает 2—3 выводка, которые обычно появляются в теплое время года. За раз самка рожает 5-6 детенышей, гораздо реже их количество варьируется от 1 до 15. Половозрелость наступает в возрасте 2 месяцев.